# شوزم رفيع الأوراق
شوزم رفيع الأوراق (الاسم العلمي:Psiadia angustifolia) هو نوع من النباتات يتبع جنس الشوزم من الفصيلة النجمية. تم وصف هذا النوع من النبات علمياً لأول مرة من قبل جان-هنري همبرت سنة 1960.